# 292160 Davefask
292160 Davefask este o planetă minoră (asteroid) din centura de asteroizi. A fost descoperită pe 14 septembrie 2006 la Mauna Kea de Joseph Masiero⁠(d). 
Obiectul prezintă o orbită caracterizată de o semiaxă mare de 2,5586511717801 UAi, o excentricitate de 0,12, o înclinație de 14,1 ° în raport cu ecliptica.